# E投睿
e投睿（英語：eToro），是提供金融投資服務跟跟單交易服務的社交交易經紀公司，提供超過一千種的金融資產交易，分公司由歐洲賽普勒斯證券交易委員會跟英國金融行為監管局進行管制。公司在塞浦路斯、以色列、英國、美國和澳大利亞設有註冊辦事處。 2018年，公司估值爲8億美元。

## 簡介
eToro是2007年成立的金融投資服務及跟單交易服務的社交交易經紀公司，提供超過一千種的金融資產交易。eToro的主要辦事處位於塞浦路斯利馬索爾、英國倫敦和以色列特拉維夫，以及位於香港、上海、澳大利亞悉尼和美國新澤西州的霍博肯的區域辦事處。
eToro歐洲分公司在歐洲賽普勒斯註冊，受到歐洲賽普勒斯證券交易委員會規管；英國分公司受到英國金融行為監管局規管；澳大利亞分公司受到澳洲證券投資委員會規管。
在eToro平台上進行交易的靈活性以及與其他交易參與者進行廣泛交流的可能性。 在此平台上的使用非常容易和方便，既提供投資選擇或定期交易，又提供全面的自動跟單交易功能。

## 歷史
eToro的前身為2007年在以色列特拉維夫市由Yoni Assia和Ronen Assia兄弟以及David Ring共同創立的RetailFX。
2010年，eToro發布了eToro OpenBook社交投資平台及其“複製交易”功能。e投睿交易平臺允許投資者自動地查看、跟踪和復制該平台的頂級交易員。同年晚些時候，eToro發布了其第一個Andriod應用程序，以便投資者可以通過移動設備買賣股票。
在2007年至2013年，該公司在四輪融資中籌集了3150萬美元。2014年12月，eToro主要從俄羅斯和中國投資者那裡籌集了2700萬美元。2016年4月4日，全國廣播公司商業頻道將eToro列入「值得關注的10家最熱門金融科技初創企業」名單。2017年12月，eToro和CoinDash成為合作夥伴，共同開發基於區塊鏈的社交交易。2018年3月21日，中國民生金融、思佰益、韓投夥伴、國際投資公司聯合投資Etoro總計1億美元。
據報導，截至2013年底，eToro擁有超過300萬個賬戶。2013年，eToro引入了投資股票價差合約的功能，並首次發行了110種股票產品。同年，eToro在英國的子公司eToro UK被FCA監管機構授權在英國提供服務。2014年1月，eToro將比特幣添加到其投資 產品 中在2017年之前再添加九種加密貨幣。 2014年4月，eToro將構成德國DAX30和富時100指數中的130只德國和英國股票納入其股票選擇範圍内。2017年，eToro推出了CopyPortfolio功能，讓投資者可以復制整個基金來自表現最佳的交易員。 該功能部分利用機器學習。同年，eToro德國地區總監丹尼斯·奧斯丁納特（Dennis Austinat）說“我們的目標是成為交易的臉書（Facebook）”。2017年底，eToro宣佈已開設800萬個賬戶。eToro於2018年為Android和iOS推出了加密貨幣錢包。同年，eToro創建區塊鏈子公司eToroX，由多倫·羅森布拉姆（英語：Doron Rosenblum）擔任常務董事。
2018年5月22日，eToro通過提供10種加密貨幣進入美國金融市場: 比特幣、以太幣、萊特幣、瑞波幣（XRP）、達世幣（DASH）、比特幣現金、恆星幣（Stellar）、以太幣經典、NEO和EOS。首席執行官Yoni Assia表示，是年輕人推動了eToro的崛起，他告訴CNBC：“X世代和Y世代對自己的錢越來越有控制權，他們為自己做更多的決定，也對網絡和社交平台上更多東西感興趣。
據商業內幕網2019年3月的報導，eToro擁有超過1000萬用戶。2018年，eToro成立了Gooddollar，一個探索區塊鏈技術如何通過一種普遍基本收入（UBI）緩解全球財富不平等的研究中心，首席執行官Yoni Assia在里斯本的網絡峰會上宣布了這一項目，并該公司提供了100萬美元的資金。2018年12月，eToro的加密貨幣子公司eToroX從直布羅陀金融服務委員會(Gibraltar Financial Services Commission)獲得分佈式分類賬技術(DLT)提供商牌照，用於存儲或傳輸屬於他人的價值(DLT活動)。《金融巨頭》報告稱，“eToroX的任務是定義和執行eToro圍繞區塊鏈的願景，包括即將到來的加密貨幣交易所，以及加密資產的開發。
2019年3月25日，eToro以未公開的價格收購Firmo；同年11月14日，etoro以未公開的價格收購應用程式Delta。在2019年4月，eToro將八種穩定幣添加到其加密貨幣交換服務eToroX中。2019年6月，Yoni Assia就Facebook推出Libra加密貨幣向Verdict發表評論，指出加密貨幣的採用是“關於全球和地方政治以及國家與資金的分離。”在接受DailyExpress採訪時，他證實了eToro計劃將Libra上市 eToroX和eToro的交易和投資平台。在2019年9月，eToro推出了Lira，這是一種用於金融合同的新型開源編程語言。在2019年10月，eToro發佈了使用AI技術的基於情緒的加密貨幣投資組合，以評估Twitter當前對數字資產的正面或負面印象。同年11月eToro已經任命了首位首席投資官（CIO）–吉爾·夏皮拉（Gil Shapira）。
2021年 eToro 目前正計畫進行規模 50 億美元的 IPO，而為求能盡速走入華爾街上市交易，甚至不排除以合併「特殊目的收購公司」（SPAC，Special Purpose Acquisition Company）的方式上市。

## 市場營銷和擴張
eToro贊助了七支英超聯賽足球隊：托特納姆熱刺、紐卡斯爾、南安普敦、萊斯特城、水晶宮、布萊頓霍夫阿爾比恩和卡迪夫城。在2019-20賽季英超聯賽中，新增兩隊贊助球隊：阿斯頓維拉足球俱樂部和埃弗頓足球俱樂部，和南安普敦、托特納姆熱刺、水晶宮和萊斯特城的合作夥伴關係則繼續保持。
2018年，《權力的遊戲》明星克里斯汀·奈恩（Kristain Nairn）宣布將參加eToro的廣告宣傳活動。 它於2018年10月在Youtube上發佈，並帶有“HODL”互聯網模因。
南華早報在2019年2月報導稱，該品牌正計劃在東南亞甚至香港地區擴張。該報援引該公司首席執行官尤尼•阿西亞（Yoni Assia）的話說，“由於越南、馬來西亞、菲律賓和泰國的加密貨幣交易服務市場不斷增長，預計亞洲今年將占公司總收入的30%，高於2018年的15%”。然而，受制於香港政府對差價合約（CFD）資產方面的監管，eToro無法向香港的用戶提供差價合約。
2019年3月25日eToro與終極格鬥冠軍賽（UFC）簽署為期六個月的讚助協議，在澳大利亞和新西蘭市場推廣品牌。
2019年eToro任命亞歷克·鮑德溫為其美國品牌大使，推廣複製基金和加密貨幣產品.

### 美國業務
2019年3月，eToro向美國用戶推出了加密貨幣交易所和獨立的加密貨幣錢包。它目前提供給32個州14種加密貨幣。根據Techcrunch的說法，發布戰略的根源在於“公司對代幣化資產所帶來的巨大市場機會的信念。” 

## 外部連結
- 官方网站（繁體中文）
- 官方网站（简体中文）